# Kanton Vienne-Sud
Vienne-Sud is een voormalig kanton van het Franse departement Isère. Het kanton maakte deel uit van het arrondissement Vienne. Het werd opgeheven bij decreet van 18 februari 2014, met uitwerking op 22 maart 2015.

## Gemeenten
Het kanton Vienne-Sud omvatte de volgende gemeenten:
- Chonas-l'Amballan
- Les Côtes-d'Arey
- Estrablin
- Eyzin-Pinet
- Jardin
- Moidieu-Détourbe
- Reventin-Vaugris
- Les Roches-de-Condrieu
- Saint-Sorlin-de-Vienne
- Vienne (deels, hoofdplaats)